# بیننده (فیلم)
بیننده (به انگلیسی: The Watcher) فیلمی محصول سال ۲۰۰۰ و به کارگردانی جو چاربانیک است. در این فیلم بازیگرانی همچون جیمز اسپیدر، کیانو ریوز، مریسا تومه، ارنی هادسون و کریس الیس ایفای نقش کرده‌اند.